# Rajd Genewy 1964
Rajd Genewy 1964 (32. Rallye International de Genève) – 32. edycja rajdu samochodowego Rajdu Genewskiego rozgrywanego w Szwajcarii. Rozgrywany był od 15 do 18 października 1964 roku. Była to jedenasta runda Rajdowych Mistrzostw Europy w roku 1964.

## Klasyfikacja rajdu
| Miejsce                     | Kierowca                    | Pilot                       | Samochód                    | Czas                        | Strata                      |                             |
| Klasyfikacja generalna, ERC | Klasyfikacja generalna, ERC | Klasyfikacja generalna, ERC | Klasyfikacja generalna, ERC | Klasyfikacja generalna, ERC | Klasyfikacja generalna, ERC | Klasyfikacja generalna, ERC |
| --------------------------- | --------------------------- | --------------------------- | --------------------------- | --------------------------- | --------------------------- | --------------------------- |
| 1.                          | Henri Greder                | Martial Delalande           | Ford Falcon                 | 1:25                        | 0.0                         |                             |
| 2.                          | Terry Hunter                | Patrick Lier                | Triumph Spitfire            | 3:09                        | +1:44                       |                             |
| 3.                          | Erik Carlsson               | Gunnar Palm                 | Saab 96 Sport               | 3:30                        | +2:05                       |                             |
| 4.                          | Hans-Joachim Walter         | Werner Lier                 | BMW 1800 TI                 | 3:35                        | +2:10                       |                             |
| 5.                          | Jean-Jacques Thuner         | John Gretener               | Triumph Spitfire            | 3:39                        | +2:14                       |                             |
| 6.                          | Tom Trana                   | Gunnar Thermanius           | Volvo PV 544                | 4:33                        | +3:08                       |                             |
| 7.                          | Pat Moss-Carlsson           | Elisabeth Nyström           | Saab 96 Sport               | 4:49                        | +3:24                       |                             |
| 8.                          | Gérard Larrousse            | Jean-Claude Peray           | Renault Dauphine            | 7:57                        | +6:32                       |                             |
| 9.                          | Jean-Pierre Meyer           | Jean-Pierre Rutsch          | Ford Cortina GT             | 8:01                        | +6:36                       |                             |
| 10.                         | Fernand Masoero             | Jean Maurin                 | Alfa Romeo Giulia Super     | 8:06                        | +6:41                       |                             |